# 封鎖 (網路)

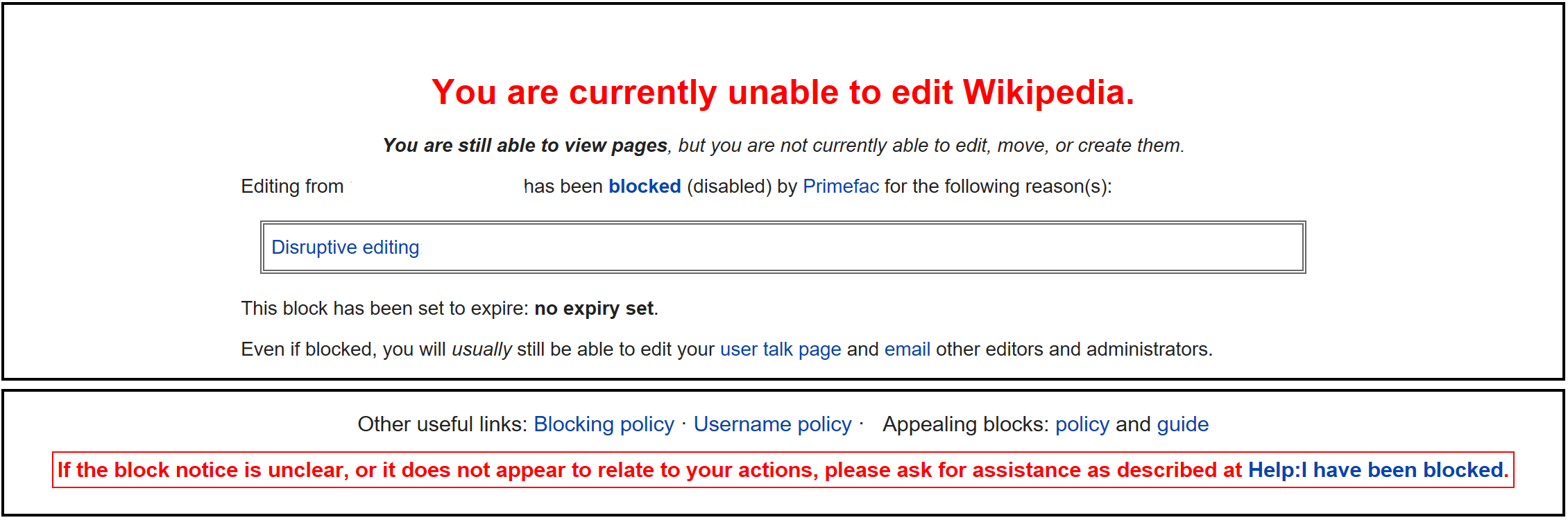
维基百科用户被封禁的通知（英文）

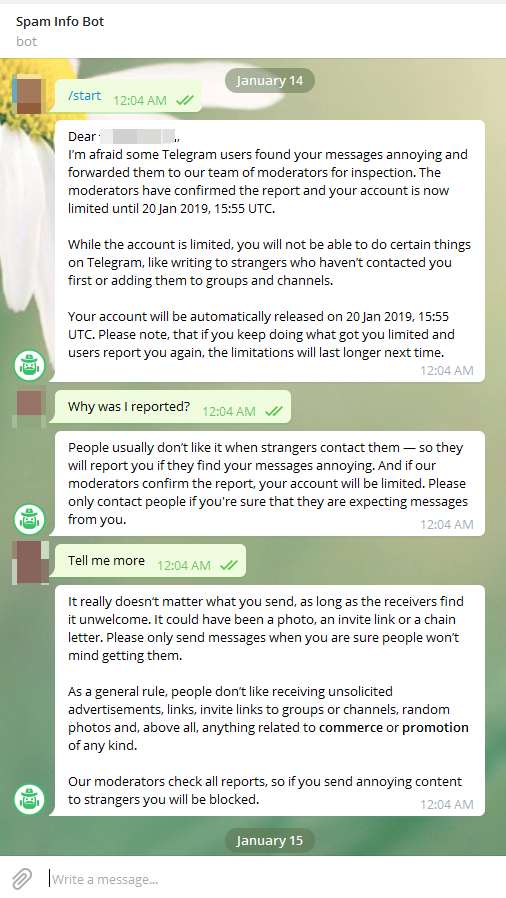
Telegram帐号被限制

封鎖，又稱屏蔽、封禁和禁言，指的是在網際網路上透過剝奪使用者的某些權限，來使該使用者的ID或IP無法繼續進行瀏覽網頁或發送訊息的行為，是屬於剝奪一定程度言論自由的行為。

## 封鎖的目的
封鎖可能有以下幾種目的
- 避免網站受到破壞：包括垃圾訊息、廣告、筆戰或刪除。
- 防止特定人士瀏覽：網站的擁有者或管理者不願意某些國家、地區或特定IP瀏覽網頁，對其實行封鎖。

## 法律依據
在线平台一般会引用其自定规则来屏蔽用户，如Twitter规则、YouTube 的社区准则、Facebook 社群守则等。

## 影响
- 网站应该对对僵尸账号以外的用户尽量慎用封禁。对重度用户进行封禁可能导致公关问题。